# Vitvingad and
Vitvingad and(Cairina scutulata) är en akut utrotningshotad fågel i familjen änder inom ordningen andfåglar.

## Utseende och läte

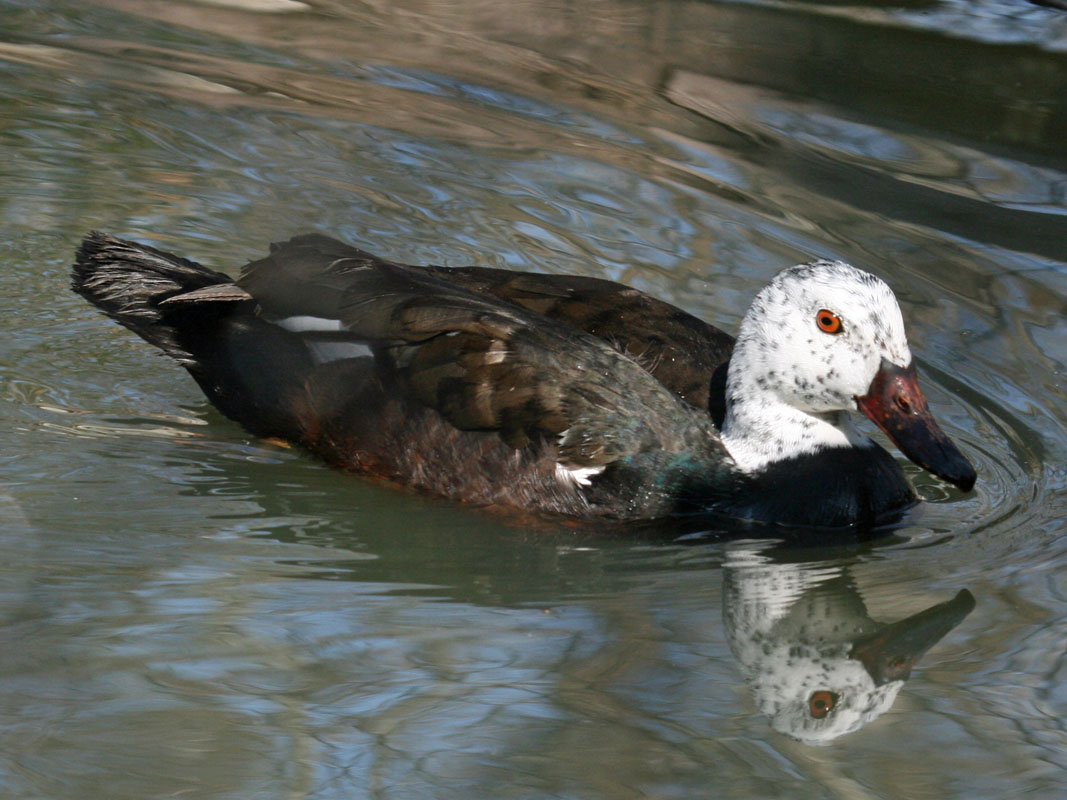

Vitvingad and är en av de större andfåglarna i världen med en längd på 66–81 centimeter och ett vingspann på 116–153 centimeter. Hanarna har en vikt på 2,95–3,9 kilogram medan de i allmänhet mindre honorna når 1,95–3,05 kg. De mest framträdande kännetecknet på den adulta fågeln är den mörka kroppen i kontrast mot det vitaktiga huvudet och nacken. 
Hannar har en huvudsakligen matt gulaktig näbb, svartaktig marmorering på huvud och övre nacke, vita mellersta och mindre täckare samt inre kanter på tertialer och blågrå armpennor. I flykten framträder de vita vingtäckarna starkt mot de övriga delarna av vingarna. Honorna har vanligen tätare marmorering på huvud och övre nacke. Juvenilen har en mattare och brunare dräkt.
Flyktlätet består av en rad livfulla tutanden som ofta avslutas med en nasal vissling. Även enstaka korta och hårdare markerade tutanden förekommer.

## Utbredning och status

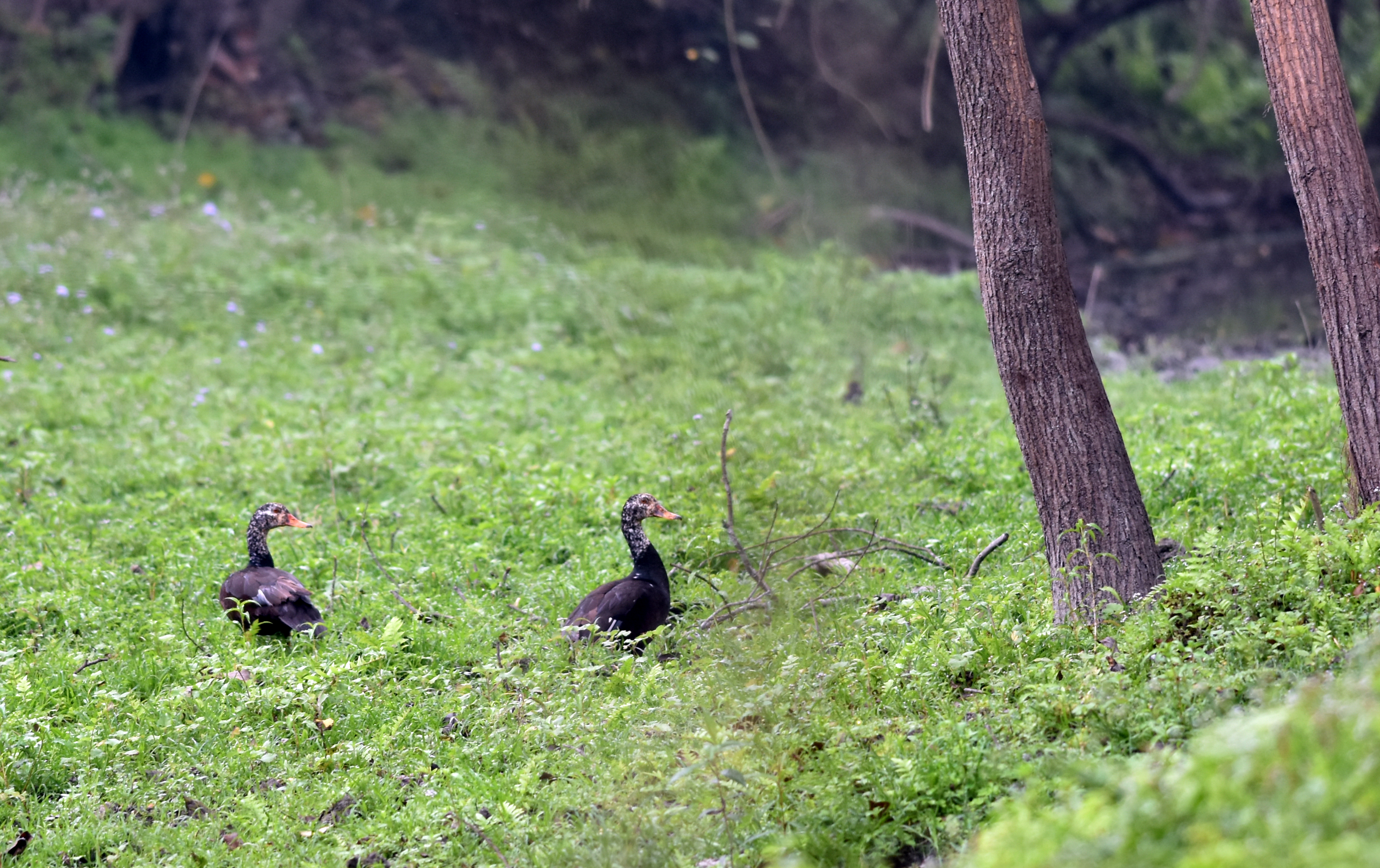
Vitvingad and i vilt tillstånd i Assam, Indien.

Fågelns utbredningsområde sträcker sig från nordöstra Indien, genom Sydostasien till Sumatra och Java. Arten var historiskt sett spridd över ett stort område från nordöstra Indien och Bangladesh, genom sydöstra Asien, till Java och Sumatra i Indonesien. Den har genomgått en dramatisk nedgång vilket har lett till att populationen nu beräknas uppgå till inte mer än 150–450 individer. Arten fortsätter att minska över hela sitt utbredningsområde och förmodas vara utrotad i Malaysia och Java. Internationella naturvårdsunionen kategoriserar arten som akut hotad på grund av en mycket liten och fragmenterad population som snabbt minskar, främst på grund av förlust och störningar av habitat, men även jakt.

## Systematik
Tidigare placerades den i släktet Cairina tillsammans med myskand och vissa gör det fortfarande. DNA-studier visar dock att den är närmare släkt med dykänder i Aythya och Netta och förs därför ofta numera till det egna släktet Asarcornis.

## Ekologi
Arten föredrar stillastående långsamt flödande våtmarker inom eller i närheten av skogar som den använder för vila och häckning. Lågt liggande områden (under cirka 200 m ö.h.) föredras, men den förekommer upp till 1400 meter över havet, framförallt på platåer med stillastående vattendrag.